# Gustavo Sondermann
Gustavo Sondermann (São Paulo, 17 de fevereiro de 1982 – São Paulo, 3 de abril de 2011) foi um automobilista e instrutor de automobilismo brasileiro.

## Carreira
Começou no kart aos 16 anos. Foi vice-campeão da Copa Brasil de Kart em 2000 e disputou a Fórmula Renault Brasileira em 2002, ao lado de nomes como Lucas Di Grassi, futuro piloto de F1 e campeão da Fórmula E. Em 2004, Sondermann correu metade da temporada da F-Renault Inglesa, se classificando em 14º. No ano seguinte, fez algumas provas pela F-Renault Europeia, mas voltou ao Brasil em 2006 para disputar as últimas corridas da Stock Light.
Em 2007 disputou a Stock Light pela equipe FTS Competições. Nesse ano a equipe viveu uma tragédia: o companheiro de Gustavo, o paranaense Rafael Sperafico morreu em um acidente em Interlagos na última etapa do campeonato. Sondermann era o líder no momento do acidente e foi declarado vencedor, com suspensão da prova antes que se completassem os 75% do total da corrida. Naquele ano, terminou o campeonato em sexto lugar.
Em 2008 foi para a equipe Pauta Racing sendo companheiro de equipe de Rafael Daniel. Paralelamente disputou a Pick-Up Racing pela equipe Gramacho, sagrando-se campeão com cinco vitórias em oito etapas, superando pilotos como Paulo Salustiano. Na primeira etapa do campeonato, após vencer, subiu ao pódio com uma camiseta homenageando Rafael, que havia morrido quatro meses antes.
Em 2009, disputou a Stock Car Light pela equipe Gramacho, possuindo 6 vitórias na categoria e marcou 9 poles. Nesse mesmo ano, venceu a prova em Interlagos, na última etapa da Copa Vicar. Em 2010, correu seis etapas pela AMG Motorsport, na Stock Car, mas acabou substituído por Thiago Marques.

### Morte
Em 3 de abril de 2011, ao sofrer um grave acidente durante uma corrida disputada pela Copa Montana, Gustavo veio a falecer de morte cerebral, aos 29 anos. O acidente aconteceu na quarta volta da prova disputada em Interlagos. Um pneu montado de forma invertida pode ter causado o acidente, o pneu direito traseiro tinha as ranhuras em sentido contrario a dos demais pneus. Como chovia na hora da prova, a mudança pode ter interferido no volume de escoamento de água dos pneus. O chefe da equipe explicou que a prática do pneu invertido é comum e que possui a aprovação da Goodyear, a fornecedora de pneus. Seus órgãos foram doados e a família teve pressa em encontrar receptores compatíveis, já que sua família é de origem judaica e a religião determina que os órgãos precisam ser tirados e imediatamente transplantados em outro corpo. Seu corpo foi velado e enterrado no dia 5 de abril de 2011 no Cemitério Israelita do Butantã.
Sua antiga equipe, a Gramacho, prestou uma homenagem ao piloto, classificando-o como “eterno campeão”. A Confederação Brasileira de Automobilismo anunciou que pretende investigar a morte de Gustavo. Uma comissão de pilotos criada pelo piloto Thiago Camilo defende as novas diretrizes dadas para evitar que acidentes assim ocorram na categoria.

## Resultados na Pick-Up Racing
| Ano  | Equipe          | 1     | 2     | 3     | 4     | 5     | 6     | 7     | 8     | Classificação |
| ---- | --------------- | ----- | ----- | ----- | ----- | ----- | ----- | ----- | ----- | ------------- |
| 2008 | Gramacho Racing | SAO 1 | BHZ 1 | CGD 1 | CAR 2 | FOR 1 | CTB 3 | BSB 1 | SAO 3 | 1°            |